# اچ‌ام‌اس کاشالوت (اس۰۶)
اچ‌ام‌اس کاشالوت (اس۰۶) (به انگلیسی: HMS Cachalot (S06)) یک زیردریایی بود که طول آن ۲۹۰ فوت (۸۸ متر) بود. این زیردریایی در سال ۱۹۵۷ ساخته شد.